# Regina Schober
Regina Schober (* 1980 in Jülich) ist eine deutsche Amerikanistin.

## Leben
Sie erwarb 2005 das erste Staatsexamen (Lehramt Gymnasium) Englisch und Musik an der Universität Hannover und Hochschule für Musik, Theater und Medien Hannover, 2009 die Promotion in Hannover und der Habilitation 2019 an der Universität Mannheim. Seit 2020 ist sie Professorin für Amerikanistik an der Heinrich-Heine-Universität Düsseldorf.
Ihre Forschung konzentriert sich auf literarische Konzepte von Netzwerken, Datenfiktion und die Schnittstellen von Versagen und Wissen.

## Schriften (Auswahl)
- Unexpected Chords: Musico-Poetic Intermediality in Amy Lowell’s Poetry and Poetics. Heidelberg 2011, ISBN 3-8253-5842-9.
- mit Katharina Motyl (Hrsg.): The Failed Individual: Amid Exclusion, Resistance, and the Pleasure of Non-Conformity. Berlin 2017, ISBN 3-593-50782-X.
- mit Ulfried Reichardt (Hrsg.): Laboring Bodies and the Quantified Self. Bielefeld 2020, ISBN 978-3-8376-4921-5.